# Mariana Ortiz de Zárate
Mariana Ortiz de Zárate (Asunción, segle xviii), anteriorment anomenada erròniament Elvira Mena de las Llanas, aplicant-li els cognoms patern i el del marit que no va usar mai, va ser una independentista del virregnat del Río de la Plata.
Nascuda a Asunción, va ser filla del capità Juan de Mena y Ortiz de Velasco, el que va ser el cabdill i màrtir de la revolució dels comuners, un moviment precursor de l'emancipació americana, i de Mariana Ortiz de Zárate y Rojas-Aranda.
Casada amb el peninsular Ramón de las Llanas, Ortiz va viure ben aviat els esdeveniments de la revolta comunera contra Diego de los Reyes Balmaceda. Juntament amb el seu pare i el seu marit, ambdós morts a causa de la revolució, va demostrar estar a favor de la causa dels comanadors, que havien estat empobrits a causa del poder dels jesuïtes.
Ortiz és una de les icones femenines més estimades de la història paraguaiana, i és considerada la primera dona que va pronunciar la paraula pàtria en referència a Paraguai. L'episodi més conegut de la seva vida va ser quan, ja vídua, portava dol per la mort del seu marit, en saber que el seu pare havia estat condemnat a mort a Lima, va vestir-se amb els seus millors vestits i va sortir pels carrers d'Asunción a revifar els ànims revolucionaris, dient que no s'havia de plorar ni portar dol pels herois i màrtirs de la llibertat.